# Polarsternium evrikae
Polarsternium evrikae är en ringmaskart som beskrevs av Smirnov 2005. Polarsternium evrikae ingår i släktet Polarsternium och familjen skäggmaskar.
Artens utbredningsområde är Södra Ishavet. Inga underarter finns listade i Catalogue of Life.